# Staatliche Wirtschaftsschule Coburg
Die Staatliche Wirtschaftsschule Coburg ist eine staatliche Wirtschaftsschule in Coburg, einer kreisfreien Stadt im bayerischen Regierungsbezirk Oberfranken.  Seit dem Schuljahr 2024/25 nimmt sie am Schulversuch über die Eingangsstufe ab Jahrgangsstufe 5 teil.

## Geschichte
Im Jahr 1952 wurde die Staatliche Wirtschaftsschule Coburg gegründet. Sie firmierte ab dem 21. August 1952 unter dem Namen Handelsschule Coburg, 2-jährige private Handelsschule der Industrie- und Handelskammer (staatlich genehmigt). Die Unterrichtsräume befanden sich in der Städtischen Berufsschule in der Kanalstraße. 1977 feierte die Wirtschaftsschule der IHK Coburg ihr 25-jähriges Bestehen. Am 16. Juni 1977 entschied der Stadtrat die Trägerschaft für den Schulaufwand zu übernehmen. 1978 zog die Schule in das Schulgebäude der ehemaligen Cortendorfer Volksschule. 1989 wurde der erste Informatikraum mit Computern eingeweiht. Dieser Informatikraum der Wirtschaftsschule in Cortendorf war damit zum damaligen Zeitpunkt der modernste aller Coburger Schulen im Personalcomputerbereich.

## Schulprofil
Die Schule ist Pilotschule für „Bilingualer Unterricht an Wirtschaftsschulen“.

## Qualitätsmanagement
Ziel ist die nachhaltige und systematische Schulentwicklung mit einer dauerhaften Verbesserung der Unterrichtsqualität bei gleichzeitiger Stärkung der Selbstbestimmung und Eigenverantwortung der Schule.